# Кельман, Михаэль
Михаэль Кельман (нем. Michael Kehlmann, 21 сентября 1927, Вена — 1 декабря 2005, там же) — австрийский режиссер театра и кино, сценарист и актер. С 1974 года в течение некоторого времени был одним из режиссеров Бургтеатера.
В 1951–1953 гг. Кельманн был директором «Малого театра в Концертном зале» в Вене.

## Биография
Участник австрийского сопротивления. Узник лагеря Маутхаузен.
Отец писателя Даниэля Кельмана.

## Фильмография

### Режиссёр
- 1954 — Jedem die Seine
- 1956 — Das gnadenbringende Strafgericht
- 1957 — Monsieur Lamberthier
- 1957 — Impromptu de Paris (по пьесе Жана Жироду)
- 1957 — Die Dreigroschenoper (по пьесе Бертольт Брехт)
- 1958 — Eine fast mögliche Geschichte
- 1959 — Казимир и Каролина / Kasimir und Karoline (по пьесе Эдёна фон Хорвата)
- 1959 — Перикола / Perichole (по опере Людовика Галеви)
- 1960 — Die Brücke des Schicksals
- 1960 — Ihre Durchlaucht
- 1961 — Нора / Nora (по пьесе Генрика Ибсена)
- 1962 — Das Leben beginnt um acht
- 1962 — Одержимый / Die Besessenen (по произведениям Альбера Камю и Фёдора Достоевского)
- 1963 — Зелёный какаду / Der grüne Kakadu (по пьесе Артура Шницлера)
- 1963 —  Бокерер / Der Bockerer (по пьесе Ульриха Бехера)
- 1963 — Лес / Der Wald (по пьесе Александра Островского)
- 1964 — Geschichten aus dem Wienerwald
- 1964 — Sergeant Dower muß sterben
- 1965 — Марш Радецкого / Radetzkymarsch (по роману Йозефа Рота)
- 1965 — Дон Жуан, или Любовь к геометрии  / Don Juan oder Die Liebe zur Geometrie (по пьесе Макса Фриша)
- 1966 — Портрет героя / Porträt eines Helden (по Пьеру Булю)
- 1966 — Итальянская ночь / Italienische Nacht (по пьесе Эдёна фон Хорвата)
- 1967 — Kurzer Prozeß
- 1967 — Bericht eines Feiglings
- 1968 — Madame Legros (по Генриху Манна)
- 1968 — Die Unbekannte aus der Seine (по пьесе Эдёна фон Хорвата)
- 1969—1976 — Комиссар полиции / Der Kommissar (сериал)
- 1969 — Ein Dorf ohne Männer (по пьесе Эдёна фон Хорвата)
- 1970—н. в. — Место преступления / Tatort (сериал)
- 1970 — Mit sich allein
- 1974 — Теледроп 2009 — еще есть чем спасаться / Telerop 2009 - Es ist noch was zu retten (сериал)
- 1977 — Мальчик из Уинслоу / Der Fall Winslow (по пьесе Теренса Реттигена)
- 1980 — Феликс и Оскар / Felix und Oskar (сериал)
- 1980 — Land, das meine Sprache spricht
- 1981 — Тарабас / Tarabas (по роману Йозефа Рота)
- 1981 — Quartett bei Claudia
- 1985 — Побег без конца / Flucht ohne Ende (по роману Йозефа Рота)
- 1990 — Мастер страшного суда / Der Meister des jüngsten Tages (по роману Лео Перуца)
- 1991 — Heldenfrühling
- 1992 — Кольца Сатурна / Die Ringe des Saturn
- 1992 — Бартоломе де лас Касас / Bartolomé de las Casas